# Buscastell
Buscastell es una localidad y pedanía española perteneciente al municipio de San Antonio Abad, en la parte occidental de Ibiza, comunidad autónoma de las Islas Baleares. No tiene categoría de parroquia pero cuenta con una iglesia de pequeñas dimensiones, a modo de capilla, construida en los años sesenta del siglo XX. Dista unos 7,5 km de la capital del municipio.
En sus proximidades está Es Broll, un pequeño manantial de agua que brota de entre montañas, y deja, a través de un sistema de acequias, un valle verde y húmedo. Además posee otro pozo tradicional cerca de la capilla. De ahí que a Buscastell también se le dé el nombre de Forada. Esta localidad cuenta con una escuela rural pública de Infantil y Primaria.

## Demografía
Según el Instituto Nacional de Estadística de España, en el año 2023 Buscastell contaba con 549 habitantes censados, lo que representa el 1,94% de la población total del municipio.

### Evolución de la población
| Gráfica de evolución demográfica de Buscastell entre 2013 y 2023 |
|                                                                  |
| Datos según el nomenclátor publicado por el INE.                 |